# Боднар, Александр Ефимович
Александр Ефимович Боднар (25 августа 1940, село Чечельник, Дунаевецкий район, Каменец-Подольская область, Украинская ССР — 9 апреля 2022, деревня Добрунь, Брянский район, Брянская область) — механизатор совхоза «Индустриальный» Нуринского района Карагандинской области, Казахская ССР. Герой Социалистического Труда (1980).

## Биография
Родился в 1940 году в крестьянской семье в селе Чечельник Дунаевецкого района, Украинская ССР.
В 1956 году окончил местную среднюю школу. Потом обучался в Бошинском училище механизации по специальности машиниста-тракториста широкого профиля. В 1957 году проходил производственную практику целине в Казахской ССР. В 1958 году после окончания училище отправился на освоение целины в Нуринский район Карагандинской области. Трудился механизатором в совхозе «Индустриальный» Нуринского района. В 1960-х годах переехал в Брянскую область, где трудился слесарем-монтажником на автозаводе. В последующем возвратился в совхоз «Индустриальный», где продолжил трудиться на целине.
Ежегодно показывал высокие трудовые результаты на комбайне С-6. В 1959 году занял первое место в совхозном социалистическом соревновании. В последующем трудился на комбайнах СК-3, СК-4, СК-4А, СК-5 «Нива». В своей трудовой деятельности применял рационализаторские методы, в результате чего значительно повысилась производительность труда. За выдающиеся трудовые достижения был награждён в 1973 году Орденом Ленина.
В 1979 году намолотил за сезон более 3,5 тысячи тонн зерновых. Указом Президиума Верховного Совета СССР от 3 марта 1980 года удостоен звания Героя Социалистического Труда за «выдающиеся успехи, достигнутые во Всесоюзном социалистическом соревновании, проявленную трудовую доблесть в выполнении планов и социалистических обязательств по увеличению производства и продажи государству зерна и других продуктов земледелия в 1979 году» с вручением ордена Ленина и золотой медали «Серп и Молот» (№ 19271).
В 1986 году участвовал в работе Всесоюзной выставке ВДНХ.
В 1988 году переехал в Брянскую область на родину своей супруги в деревню Добрунь Брянского района. Трудился механизатором на тракторе К-700, комбайне Дон-1500 в совхозе имени 60-летия СССР Брянского района.
В августа 2000 вышел на пенсию. Проживал в деревне Добрунь Брянского района.
Умер 9 апреля 2022 года.
Память
В 1981 году его имя внесено в Золотую книгу Почёта Казахской ССР.
Награды
- Герой Социалистического Труда
- Орден Ленина — дважды (декабрь 1973; 1980)
- Орден Трудового Красного Знамени (8 апреля 1971)
- Медаль «За освоение целинных земель» (1984)
- Серебряная медаль ВДНХ (1986)